# Crystal Renn

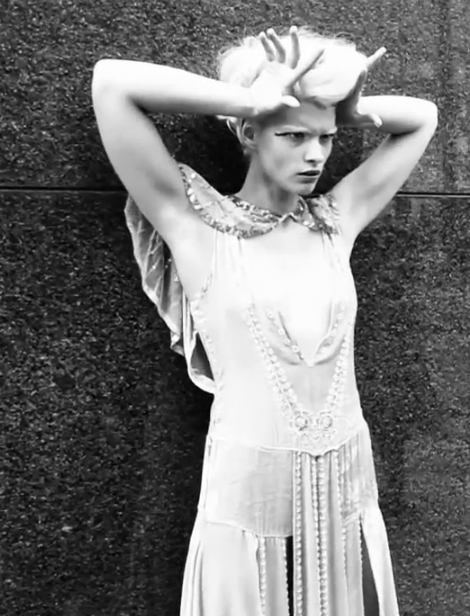
Crystal Renn (2012)

Crystal Renn (* 18. Juni 1986 in Miami, Florida, USA) ist ein international tätiges US-amerikanisches Model. Sie wurde insbesondere für ihren Einsatz gegen übertriebene Magerkeit in der Modebranche bekannt.

## Leben
Als 14-Jährige wurde Renn von einem Model-Scout angesprochen, sie könne ein Super-Model werden, müsse dafür aber 40 % ihres Körpergewichts verlieren. Sie ging daraufhin täglich bis zu acht Stunden in ein Fitnessstudio, um ihr Gewicht zu reduzieren. Die daraus entstandene Magersucht wurde so kritisch, dass sie bereits begann, Haare zu verlieren. Als sie mit nur noch 45 Kilogramm Körpergewicht bei einer Größe von 1,75 Metern zusammenbrach, wechselte sie nicht nur die Agentur, sondern auch ihre Lebensstrategie. Die Erfahrungen daraus publizierte sie 2009 in mehreren Sprachen.

### Kindheit
Crystal Renn wuchs bei ihrer Großmutter, die Kosmetik von Mary Kay vertrieb, und ihrer Urgroßmutter, einer ehemaligen Lehrerin für hochbegabte Kinder mit emotionalen und Entwicklungsproblemen, in Miami, Florida auf. Ihre damals noch sehr junge Mutter gab Renn mit 3 Monaten bei ihrer Mutter ab. Der Vater ist bis heute unbekannt. Bis heute besteht regelmäßiger Kontakt zu ihrer Mutter und deren später gegründeten Familie.
Die Urgroßmutter gab Renn sehr früh Unterricht in Schreiben und Lesen, so dass sie bereits mit 4 Jahren lesen konnte. Daraufhin besuchte sie von der 1. bis zur 3. Klasse eine staatliche Grundschule. Mit 7 Jahren diagnostizierte ein Neurologe bei Renn das Aufmerksamkeitsdefizit-Hyperaktivitäts-Syndrom (ADHS). Er verschrieb ihr Ritalin, welches sie bis zu ihrem 13. Lebensjahr einnahm.
Die Großmutter bemühte sich um eine ausgeglichene Erziehung Renns. Sie sorgte dafür, dass Renn regelmäßigen Klavierunterricht nahm und sich ab der 3. Klasse dem Kampfsport widmete. Mit 11 Jahren besaß sie bereits den braunen Gürtel in der Kampfsportart Kempo. Nach der 4. Klasse nahm die Großmutter Renn von der staatlichen Gesamtschule und schickte sie in eine evangelikale Privatschule. Da die Regeln, egal ob Kleiderordnung oder Bestrafungsmaßnahmen betreffend, hart waren, litt Renn sehr unter dieser Zeit. Zunehmend machte ihr auch die Trennung von ihrer leiblichen Mutter Probleme, so dass sie sich nach einem Zusammenleben mit beiden – Großmutter und leiblicher Mutter – sehnte. Ihre Großmutter sollte ihr diesen Wunsch mit 12 Jahren erfüllen und beide zogen in das Haus der Mutter und deren Familie nach Clinton, Mississippi. Dort besuchte Renn bis zu ihrem 16. Lebensjahr die Highschool. Das Zusammenleben in Clinton scheiterte: Renns leibliche Mutter konnte die Großmutter als Erziehungsberechtigte nicht akzeptieren und daraus schürten immer wieder neue Konflikte. Somit zog Renn nur ein Jahr später wieder mit ihrer Großmutter in ein Zwei-Zimmer-Apartment innerhalb von Clinton.
Als 14-Jährige wurde Crystal Renn von einem Model-Scout angesprochen. Er zeigte ihr Bilder von Gisele Bündchen und versprach ihr, sie zu einem ebenso erfolgreichen Model machen zu können. Die Sache hatte nur einen Haken: Renn müsse dafür ihren damaligen Hüftumfang von 109 cm auf 86 cm minimieren. Mit 16 Jahren maß ihre Taille die gewünschten 86 cm – Crystal hatte sich bei einer Größe von 1,73 auf 42,5 kg herunter gehungert und hatte damit ihr ehemaliges Gewicht um 40 % reduziert. Der Agent hielt sein Versprechen und verabredete für die 16-Jährige einen Termin mit einer in New York ansässigen Agentur. Um ihre Highschool in Mississippi nicht ohne Abschluss zu beenden, absolvierte Crystal Renn den so genannten General Educational Development Test (GED) mit Bravour.

### Model-Karriere
Renn schloss einen 3-Jahres-Vertrag für 250.000 Dollar mit der Agentur ab. Nur einen Tag nach dem Vertragsabschluss meldete sie sich in zwei verschiedenen Fitnessstudios an. Sie brauchte zwei, weil sie nicht den Verdacht hegen wollte, sportsüchtig zu sein, und pendelte so am Wochenende zwischen beiden hin und her. Erst absolvierte Renn vier Stunden in dem einen, dann vier Stunden in dem anderen. Zusätzlich zu dem harten Training am Wochenende hatte sie 10 bis 15 Castings pro Tag, zu denen sie meistens zu Fuß hetzte. Immer weiter verfiel Crystal Renn der Anorexia nervosa. Ihre Ernährung bestand nur noch aus gedünstetem Gemüse ohne Fett, Salat mit fettreduziertem Dressing, zuckerfreien Kaugummis und Diät-Colas. Sie litt mittlerweile unter starken Panik-Attacken, Energielosigkeit, Depressionen, chronischer Verstopfung, Schlafstörungen, Herzrasen, Gelenkschmerzen, Haarausfall, Kopfschmerzen, Atemproblemen, sehr trockener und schuppender Haut, blauen Flecken an den Beinen und Kreislaufproblemen. Um dennoch ihr achtstündiges Sportprogramm am Wochenende durchzustehen, fing sie an, aufputschende Diätpillen zu schlucken und sich mit viel Koffein wach zu halten. Dennoch stellte sich der große Erfolg nicht ein – größere Verträge blieben aus.
Zwischen Renns 17. und 18. Lebensjahr nahm sie wieder zu. Ihr Gewicht betrug nun 60 kg. Das Casting, das sie dann hatte, wurde kurzerhand abgebrochen, und der Kunde wollte ihre Agentur um Schadensersatz verklagen. Ihre Agentur bot ihr dennoch einen neuen Job an für 40.000 Dollar, doch wieder nur mit der Bedingung, abzunehmen. Crystal Renn wurde an diesem Punkt bewusst, dass sie das so nicht mehr weitermachen kann und dass ihr auch der 40.000-Dollar-Job eine weitere Gewichtsabnahme nicht wert war. Sie redete mit ihrer Agentin über ihre Probleme. Diese zeigte sich ihr gegenüber mitfühlend und machte ihr einen Termin bei der Agentur Ford Models, die auch Übergrößenmodels vermittelt. Ford waren direkt angetan von Renns dunkler Mähne und ihren ausdrucksstarken Augen. Nachdem ihre ehemalige Agentur sie noch am selben Tag aus dem Apartment für Models feuerte, ließen sie Ford in ihres einziehen. Sie brauchte daraufhin Monate, um wieder halbwegs zu genesen. Innerhalb dieser Monate veränderte sie ihre Ernährungsgewohnheiten und nahm bis auf Kleidergröße 42 zu, ihr neues Wohlfühlgewicht. Sie hatte nun mehr Lebensfreude und Energie und fing an, sich mit ihrem nun weiblichen Körper anzufreunden.
Nach mehreren kleineren Jobs erhielt sie nun mit neuem Körper und neuer Lebensfreude einen Job bei der Zeitschrift Teen Vogue. Daraufhin kamen die Aufträge immer häufiger: Sie machte nun Aufnahmen für die italienische Vanity Fair, die italienische Elle, Cosmo Girl und Nine West. Dann folgten mit 19 Jahren auch Aufträge für die französische Vogue, Dolce & Gabbana und den Glamour.

### Hungry
Renn hat ihre Erfahrungen als Mager-Model 2009 in mehreren Sprachen unter dem Titel Hungry veröffentlicht.
Dadurch gelang es ihr, ihre Geschichte in einer Vielzahl von Interviews zu erzählen: darunter in der New York Times, der Time, der Daily Mail und in Deutschland im Stern, im Spiegel und in der Brigitte.
Von 2007 bis 2009 war Crystal Renn verheiratet mit Greg Vrecenak, einem studierten Englisch-Lehrer. Sie lebt in Brooklyn, New York.
Nach Auftritten für Chanel und Karl Lagerfeld 2010 häuften sich die Hinweise in Blogs und in der Boulevardpresse, dass Renn wieder magersüchtig geworden sei. Im November 2010 erklärte sie dazu, dass sie nicht vorhabe, wieder auf die Standardgröße 8 abzumagern, aber sich auch nicht in den Plus-Size-Größen 12–14 wohlfühle. Da sie regelmäßig Yoga und Sport betreibe, könne sie gar nicht so viel essen, um diese Größen zu erreichen. Das würde nur eine neue Form von Essstörung verursachen.
Renn berichtete für Glamour von der New York Fashion Week 2010 über die Herbst-Mode.
Für 2011 ist sie das Gesicht für die Frühling/Sommer-Kampagne des Schuhdesigners Jimmy Choo und für die Plus-Size-Jeans-Kollektion von Marina Rinaldi.

## Schriften
- Crystal Renn, Marjorie Ingall: Hungry: A Young Model’s Story of Appetite, Ambition and the Ultimate Embrace of Curves. Simon & Schuster, 2009, ISBN 978-1-4391-0123-0.
- Hungry. „Ich wollte essen. Aber ich wollte auch in der Vogue sein“. Heyne, 2009, ISBN 978-3-453-16393-5.